# Devon Graye
Devon Graye (Mountain View, 8 marzo 1987) è un attore statunitense.

## Biografia
È conosciuto soprattutto per il ruolo di Dexter da adolescente nella serie televisiva omonima della Showtime e per il ruolo da protagonista di Scott in Husk, uno dei film della After Dark. Ha partecipato nel 2012 ad una puntata della seconda stagione della serie televisiva American Horror Story nel ruolo di Jed Potter.

## Filmografia parziale

### Cinema
- Soccer girl - Un sogno in gioco (Her Best Move), regia di Norm Hunter (2007)

- Scar, regia di Jed Weintrob (2007)
- Il richiamo della foresta 3D (Call of the Wild), regia di Richard Gabai (2009)
- Legendary, regia di Mel Damski (2010)
- A Lure: Teen Fight Club, regia di Bill McAdams Jr. (2010)
- Husk, regia di Brett Simmons (2011)
- Exodus Fall, regia di Ankush Kohli e Chad Waterhouse (2011)
- 13 peccati (13 Sins), regia di Daniel Stamm (2014)
- I Am Michael, regia di Justin Kelly (2015)
- I Don't Feel at Home in This World Anymore, regia di Macon Blair (2017)

### Televisione
- Close to home - Giustizia ad ogni costo (Close to Home) – serie TV, episodi 2x16 (2007)
- Dexter – serie TV, 9 episodi (2006-2007)
- Disposta a tutto (Wisegal), regia di Jerry Ciccoritti – film TV (2008)
- Bones – serie TV, episodi 4x3 (2008)
- Novel Adventures – serie TV, episodi 1x2-1x6 (2008)
- CSI: Miami – serie TV, episodi 7x6 (2008)
- Merry Christmas, Drake & Josh, regia di Michael Grossman – film TV (2008)
- Leverage - Consulenze illegali (Leverage) – serie TV, episodi 1x5 (2008)
- Saving Grace – serie TV, episodi 2x9 (2009)
- CSI - Scena del crimine (CSI: Crime Scene Investigation) – serie TV, episodi 10x2 (2009)
- Avalon High, regia di Stuart Gillard – film TV (2010)
- American Horror Story – serie TV, episodi 2x2 (2012)
- The Night Shift – serie TV, episodi 1x6 (2014)
- The Flash – serie TV, episodi 1x17-4x11 (2015-2018)

## Doppiatori italiani
Nelle versioni in italiano delle opere in cui ha recitato, Devon Graye è stato doppiato da:
- Flavio Aquilone in Disposta a tutto, Leverage - Consulenze illegale, CSI - Scena del crimine
- Daniele Giuliani in CSI: Miami
- Francesco Pezzulli in The Flash
- Daniele Raffaeli in Dexter
- Patrizio Cigliano in Bones
- Gabriele Sabatini in Nope
- Omar Vitelli in 13 Peccati
- Simone Veltroni in I Don't Feel at Home in This World Anymore
- Riccardo Burbi in Avvocato di difesa - The Lincoln Lawyer
- Marco Bassetti in Grey's Anatomy